# Crinitodiscus pawlowskii
Crinitodiscus pawlowskii es una especie de acáro mesostigmato de la familia de los traquiuropódidos. Se encuentra en Turquía.